# رواية الفنان
رواية الفنان هي قصة عن نمو الفنان حتى مرحلة النضج. يمكن تصنيفها فئة فرعية من رواية تكوين الشخصية أو رواية بلوغ سن الرشد.  وفقًا للموسوعة البريطانية إحدى الطرق التي قد يختلف بها رواية الفنان عن رواية تكوين الشخصية هي النهاية، حيث يرفض بطل الأولى الحياة اليومية، لكن الأخرى يقبل أن يكون مواطنًا عاديًا.